# Ronde van de Alpen 2024
De 47e editie van de wielerwedstrijd Ronde van de Alpen vond in 2024 plaats van 15 tot 19 april in de Euregio Tirol-Zuid-Tirol-Trentino, dat in Oostenrijk en Italië ligt. De rittenwedstrijd, die deel uitmaakte van de UCI ProSeries 2024-kalender, startte in Neumarkt en eindigde in Levico Terme. Titelverdediger was de Brit Tao Geoghegan Hart, hij nam deze editie niet deel. Opvolger werd de Spanjaard Juan Pedro López, die tevens de derde etappe won. De beste Nederlander was Wout Poels, hij eindigde als zesde.

## Deelnemende ploegen
Er namen negen UCI World Tour-ploegen, zeven UCI ProTeams, een continentaal team en het landenteam van Australië deel met elk met zeven renners wat het totaal op 121 deelnemers bracht.
| WorldTour | ProTeam | Continentaal  | Land      |
| --- | --- | ------------- | --------- |
| BORA-hansgrohe Decathlon AG2R La Mondiale Team EF Education-EasyPost INEOS Grenadiers Lidl-Trek Movistar Team Bahrain-Victorious Team dsm-firmenich PostNL Team Jayco AlUla | Equipo Kern Pharma Euskaltel-Euskadi Polti-Kometa TDT-Unibet Cycling Team Team Corratec-Vini Fantini Tudor Pro Cycling Team VF Group-Bardiani CSF-Faizanè | JCL Team UKYO | Australië |

## Etappe-overzicht
| Etappe    | Datum    | Start        | Finish          | Type      | Afstand  | Winnaar                | Klassementsleider |
| --------- | -------- | ------------ | --------------- | --------- | -------- | ---------------------- | ----------------- |
| 1e etappe | 15 april | Neumarkt     | Kurtinig        | Bergrit   | 133,3 km | Tobias Foss            | Tobias Foss       |
| 2e etappe | 16 april | Salorno      | Stans           | Heuvelrit | 190,7 km | Alessandro De Marchi   | Tobias Foss       |
| 3e etappe | 17 april | Schwaz       | Schwaz          | Bergrit   | 124,8 km | Juan Pedro López       | Juan Pedro López  |
| 4e etappe | 18 april | Leifers      | Borgo Valsugana | Bergrit   | 141,3 km | Simon Carr             | Juan Pedro López  |
| 5e etappe | 19 april | Levico Terme | Levico Terme    | Bergrit   | 118,6 km | Aurélien Paret-Peintre | Juan Pedro López  |

## Klassementsleiders
| Etappe      | Winnaar                | Algemeen         | Punten               | Berg        | Jongeren       | Ploegen                         |
| 1           | Tobias Foss            | Tobias Foss      | Tobias Foss          | Mattia Bais | Antonio Tiberi | INEOS Grenadiers                |
| 2           | Alessandro De Marchi   | Tobias Foss      | Alessandro De Marchi | Mattia Bais | Antonio Tiberi | Team Jayco AlUla                |
| 3           | Juan Pedro López       | Juan Pedro López | Tobias Foss          | Mattia Bais | Antonio Tiberi | Decathlon AG2R La Mondiale Team |
| 4           | Simon Carr             | Juan Pedro López | Tobias Foss          | Simon Carr  | Antonio Tiberi | Bahrain-Victorious              |
| 5           | Aurélien Paret-Peintre | Juan Pedro López | Tobias Foss          | Simon Carr  | Antonio Tiberi | Bahrain-Victorious              |
| Eindstanden | Eindstanden            | Juan Pedro López | Tobias Foss          | Simon Carr  | Antonio Tiberi | Bahrain-Victorious              |

## Eindklassementen
| Algemeen klassement |                        |                                 |           |
| Plaats              | Naam                   | Ploeg                           | Tijd      |
| Groene trui         | Juan Pedro López       | Lidl-Trek                       | 18u20'43" |
| 2                   | Ben O'Connor           | Decathlon AG2R La Mondiale Team | + 38"     |
| 3                   | Antonio Tiberi         | Bahrain-Victorious              | + 42"     |
| 4                   | Valentin Paret-Peintre | Decathlon AG2R La Mondiale Team | + 44"     |
| 5                   | Romain Bardet          | Team dsm-firmenich PostNL       | + 48"     |
| 6                   | Wout Poels             | Bahrain-Victorious              | z.t.      |
| 7                   | Michael Storer         | Tudor Pro Cycling Team          | + 1'40"   |
| 8                   | Giulio Pellizzari      | VF Group-Bardiani CSF-Faizanè   | + 1'54"   |
| 9                   | Iván Sosa              | Movistar Team                   | + 2'55"   |
| 10                  | Davide Piganzoli       | Polti-Kometa                    | + 2'58"   |

| Plaats    | Naam             | Ploeg              | Punten |
| --------- | ---------------- | ------------------ | ------ |
| Rode trui | Tobias Foss      | INEOS Grenadiers   | 57     |
| 2         | Antonio Tiberi   | Bahrain-Victorious | 42     |
| 3         | Juan Pedro López | Lidl-Trek          | 36     |

| Plaats      | Naam             | Ploeg                 | Punten |
| ----------- | ---------------- | --------------------- | ------ |
| Blauwe trui | Simon Carr       | EF Education-EasyPost | 24     |
| 2           | Wout Poels       | Bahrain-Victorious    | 20     |
| 3           | Juan Pedro López | Lidl-Trek             | 14     |

| Plaats     | Naam                   | Ploeg                           | Punten    |
| ---------- | ---------------------- | ------------------------------- | --------- |
| Witte trui | Antonio Tiberi         | Bahrain-Victorious              | 18u21'25" |
| 2          | Valentin Paret-Peintre | Decathlon AG2R La Mondiale Team | + 2"      |
| 3          | Giulio Pellizzari      | VF Group-Bardiani CSF-Faizanè   | + 1'12"   |

| Plaats | Ploeg                           | Tijd      |
| ------ | ------------------------------- | --------- |
| 1      | Bahrain Victorious              | 55u13'25" |
| 2      | Decathlon AG2R La Mondiale Team | + 5'55"   |
| 3      | Movistar Team                   | + 21'37"  |

1962 · 1963 · 1964-78 ·1979 · 1980 · 1981 · 1982 · 1983 · 1984 · 1985 · 1986 · 1987 · 1988 · 1989 · 1990 · 1991 · 1992 · 1993 · 1994 · 1995 · 1996 · 1997 · 1998 · 1999 · 2000 · 2001 · 2002 · 2003 · 2004 · 2005 · 2006 · 2007 · 2008 · 2009 · 2010 · 2011 · 2012 · 2013 · 2014 · 2015 · 2016 · 2017 · 2018 · 2019 · 2020 · 2021 · 2022 · 2023 · 2024
Ronde van Valencia ·
Figueira Champions Classic ·
Ronde van Oman ·
Clásica de Almería ·
Ronde van de Algarve ·
Ruta del Sol ·
Ardèche Classic ·
Drôme Classic ·
Kuurne-Brussel-Kuurne ·
Trofeo Laigueglia ·
Nokere Koerse ·
Milaan-Turijn ·
GP Denain ·
Bredene Koksijde Classic ·
Grote Prijs Miguel Indurain ·
Scheldeprijs ·
Brabantse Pijl ·
Ronde van de Alpen ·
Ronde van Turkije ·
Grote Prijs van Plumelec ·
Tro Bro Léon ·
Ronde van Hongarije ·
Vierdaagse van Duinkerke ·
Boucles de la Mayenne ·
Ronde van Noorwegen ·
Circuit Franco-Belge ·
Brussels Cycling Classic ·
Dwars door het Hageland ·
Ronde van België ·
Ronde van Slovenië ·
Ronde van het Qinghaimeer ·
Ronde van Wallonië ·
Arctic Race of Norway ·
Ronde van Burgos ·
Ronde van Denemarken ·
Ronde van Duitsland ·
Maryland Cycling Classic ·
Ronde van Groot-Brittannië ·
Grote Prijs van Fourmies ·
GP Industria & Artigianato-Larciano ·
Coppa Sabatini ·
Grote Prijs van Wallonië ·
Ronde van Luxemburg ·
Super 8 Classic ·
Ronde van Langkawi ·
Ronde van het Münsterland ·
Ronde van Emilia ·
Parijs-Tours ·
Coppa Bernocchi ·
Ronde van de Drie Valleien ·
Ronde van Piemonte ·
Ronde van het Taihu-meer ·
Ronde van Veneto ·
Japan Cup ·
Veneto Classic